# Ulf Brunberg
Carl Gustaf Ulf Brunberg, född 6 oktober 1914 i Jakobstad, död 1 november 1980, var en finländsk jurist.
Brunberg, som var son till hovrättsassessor Carl Albert Brunberg och Ester Wangel, blev student 1932, avlade högre rättsexamen 1938, och blev vicehäradshövding 1941. Han var biträde i Kauhajoki domsaga 1938, notarie 1939–1942, e.o. tjänsteman i Vasa hovrätt 1942–1949, notarie 1949, hovrättsfiskal av lägre löneklass 1950–1955, av högre löneklass 1955–1957, hovrättssekreterare 1957, hovrättsråd av lägre löneklass 1958–1962 och borgmästare i Vasa från 1962. Han innehade egen advokatbyrå i Vasa 1944–1955 och var ordförande i valnämnden för statliga och kommunala val från 1947. Han var medlem av stadsstyrelsen i Vasa 1954–1962 och stadsfullmäktige från 1960.  Han representerade Svenska folkpartiet i Svenska Finlands folkting från 1964.